# Chim cánh cụt vua
Chim cánh cụt vua (danh pháp hai phần: Aptenodytes patagonicus) là một loài chim trong họ Spheniscidae.. Đây là loài chim cánh cụt lớn thứ nhì, có trọng lượng khoảng 11 đến 16 kg (24 đến 35 lb), chỉ xếp thứ nhì sau chim cánh cụt hoàng đế. Có hai phân loài: A. p. patagonicus và A. p. halli. A. p. patagonicus sinh sống ở Nam Đại Tây Dương và A. p. halli ở những nơi khác.
Chim cánh cụt vua ăn cá nhỏ, chủ yếu là các loài cá đèn lồng (Myctophidae) và mực, ít phụ thuộc vào thức ăn là các loài nhuyễn thể và giáp xác. Khi tìm kiếm thức ăn chúng luôn lặn sâu hơn 100 mét (330 ft), thường là hơn 200 mét (660 ft).
Chim cánh cụt sống dựa vào các đảo cận nam cực tại các phạm vi vươn tới phía bắc Nam Cực, South Georgia, và các đảo khác trong khu vực có khí hậu ôn đới. Tổng quần thể được ước tính là 2,23 triệu đôi và đang tăng lên.

## Hình ảnh

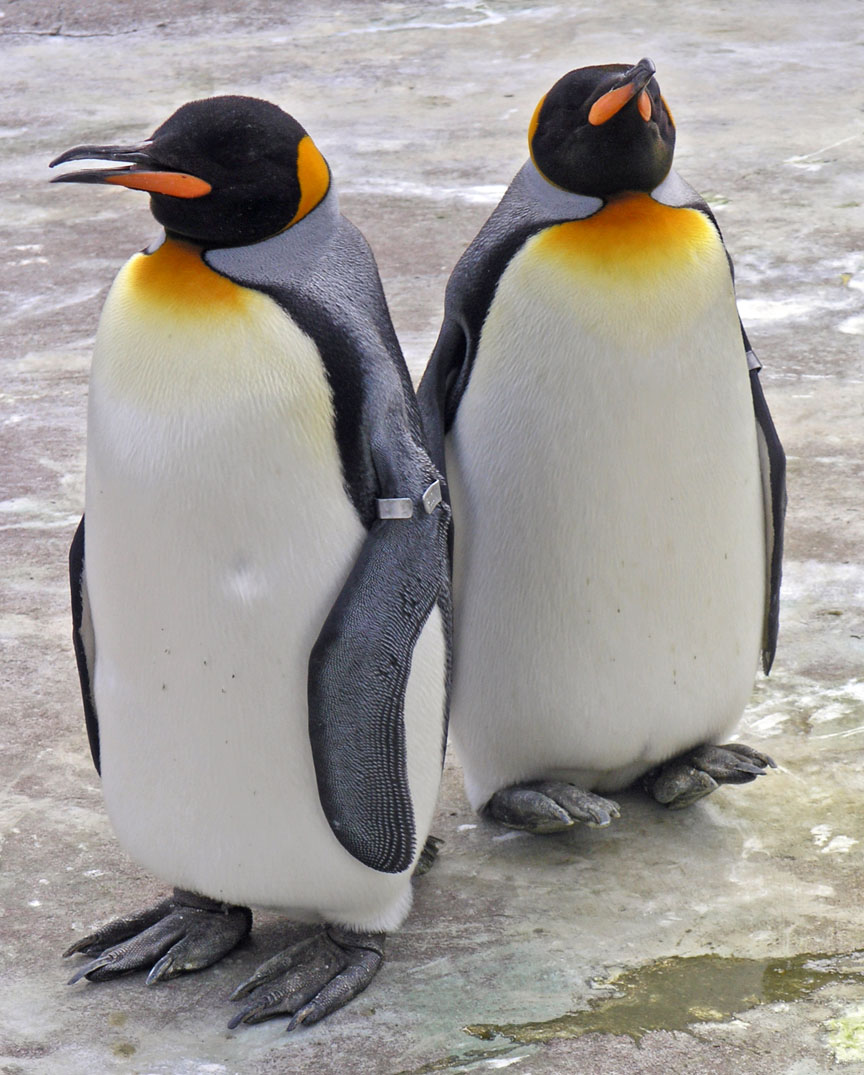
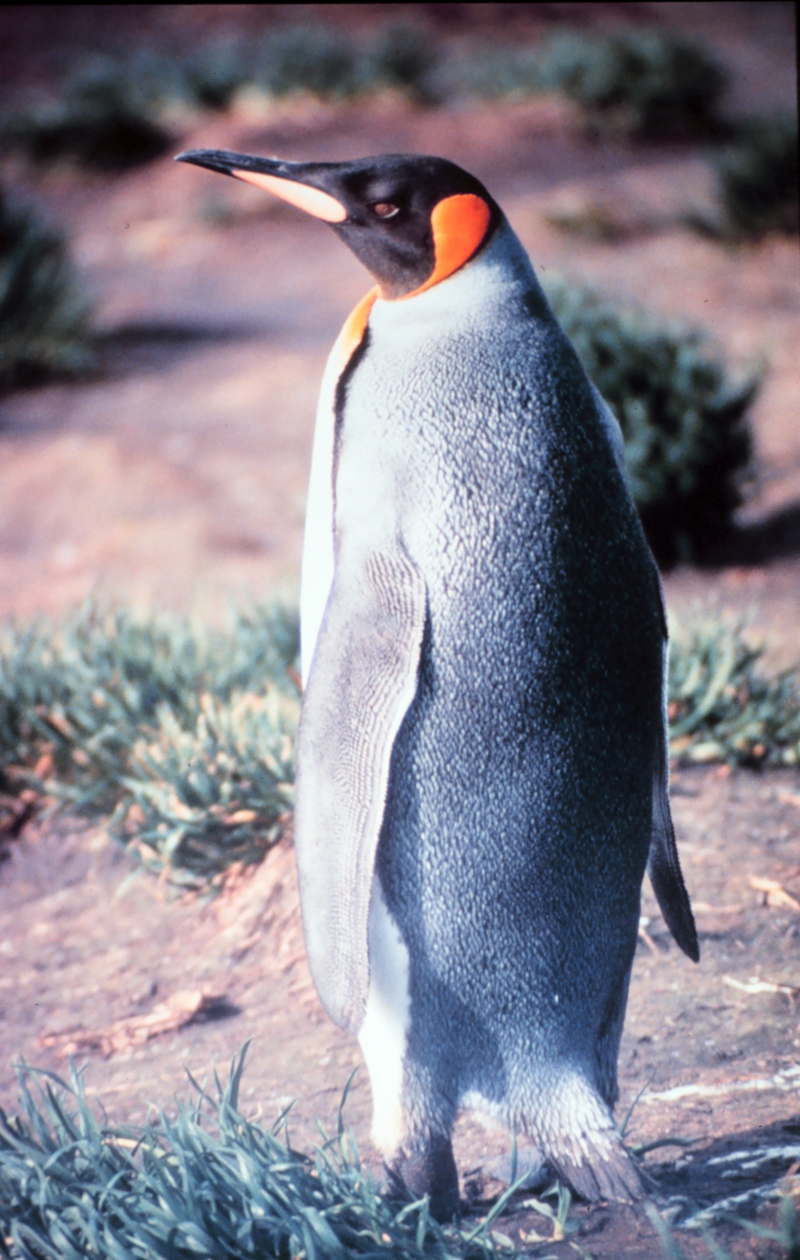
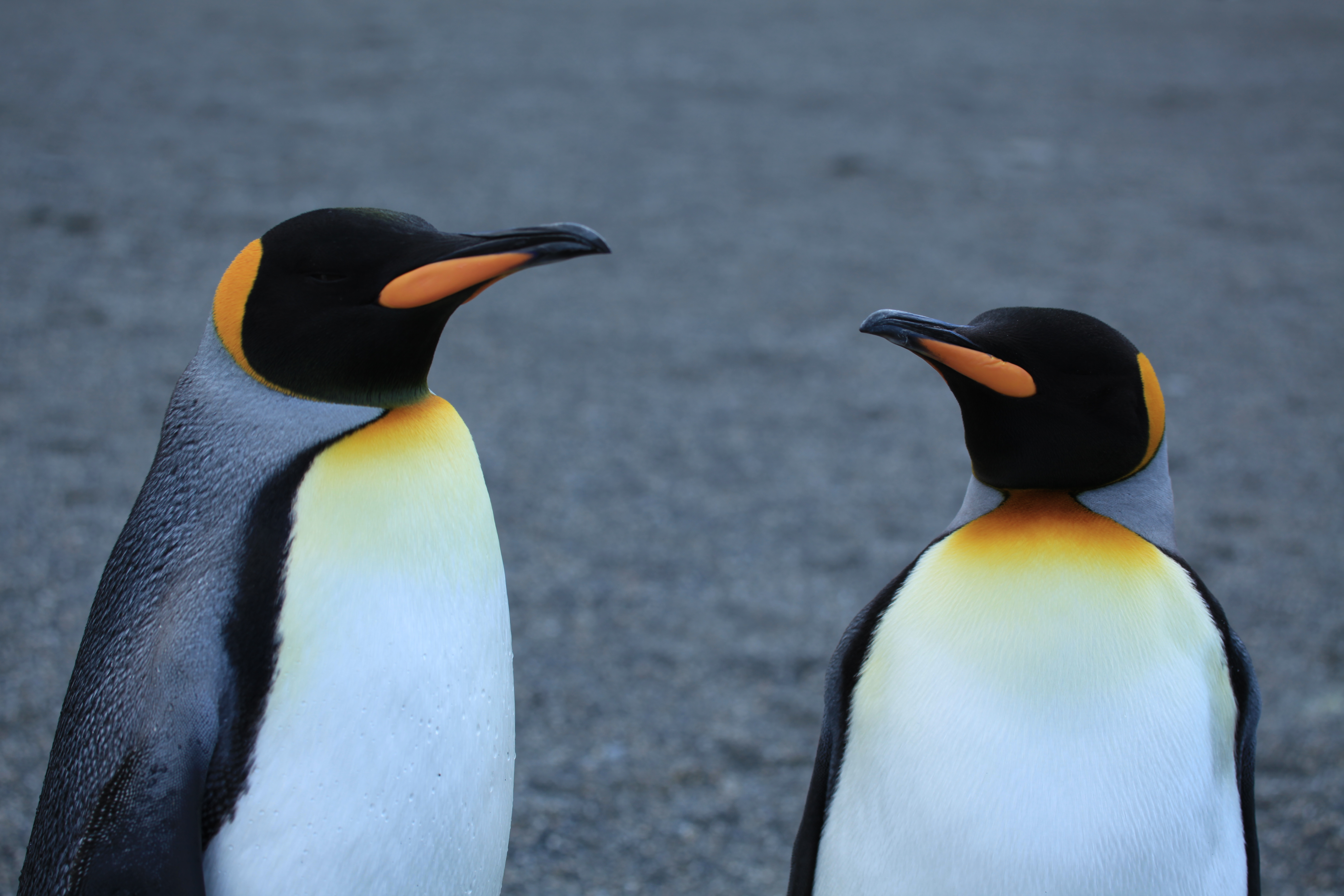
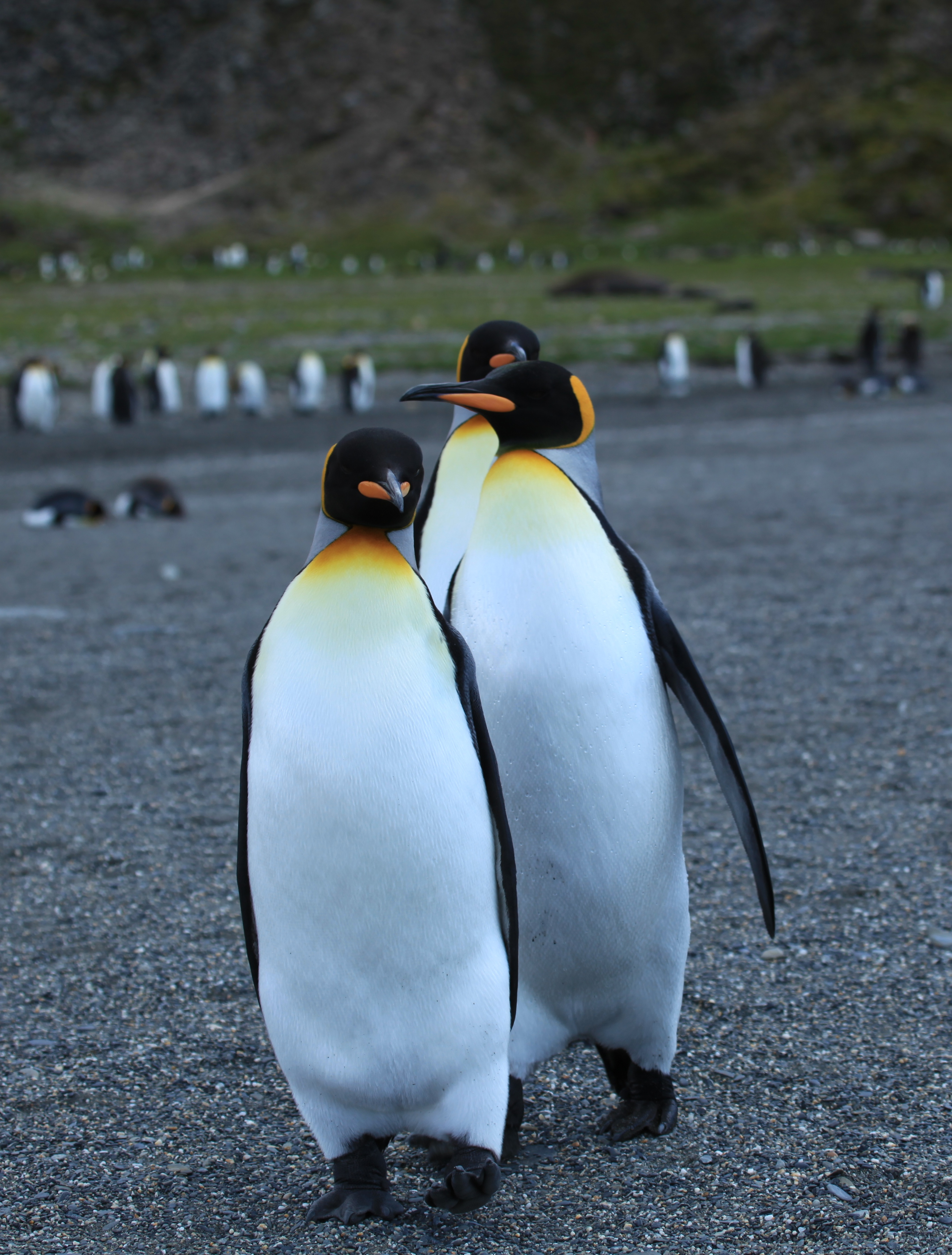
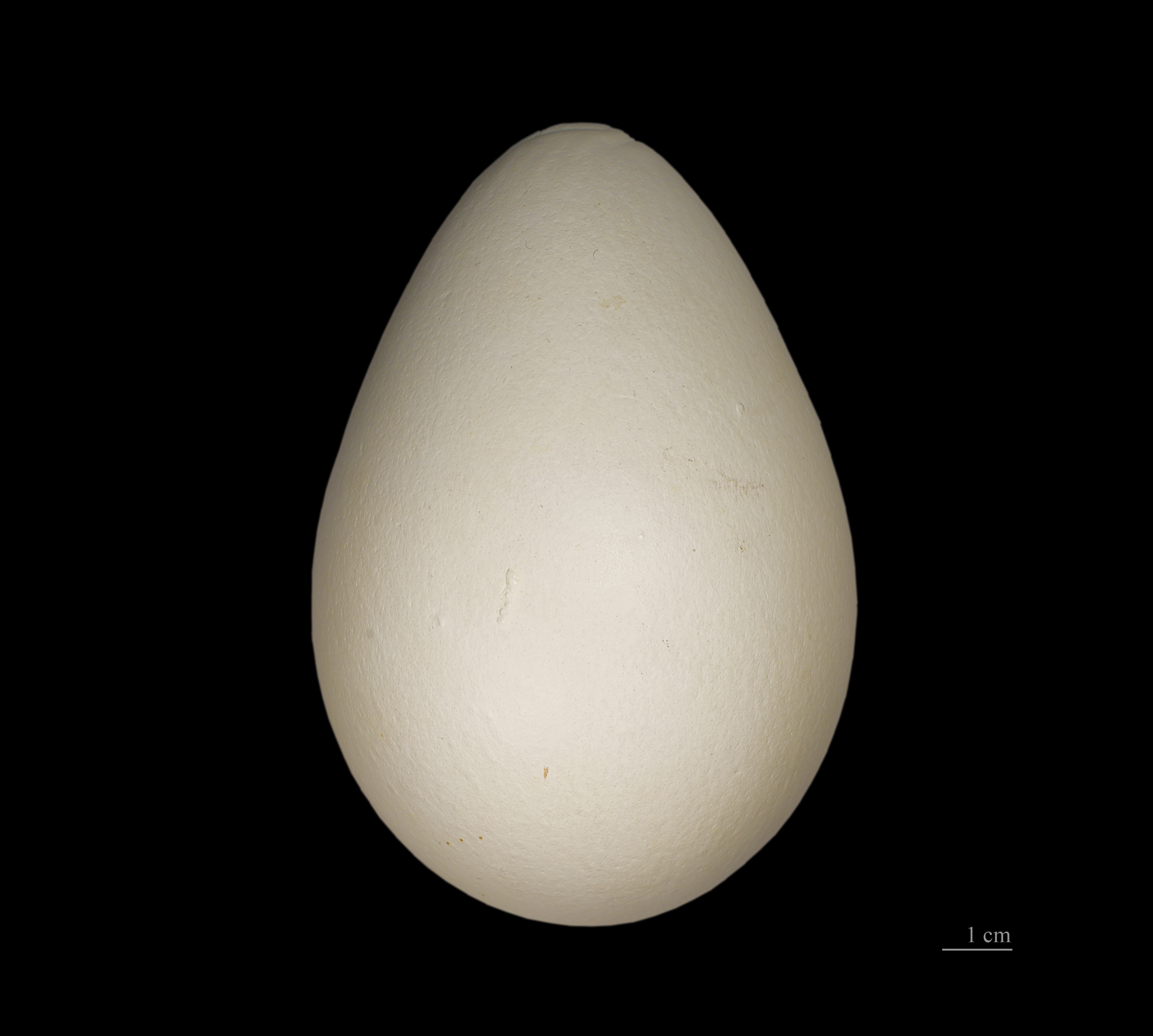